# Gerard Zaragoza
Gerard Zaragoza Mulet (Sant Jaume d'Enveja, 20 febbraio 1982) è un allenatore di calcio e dirigente sportivo spagnolo, tecnico del Bengaluru.